# Cape York (Australien)

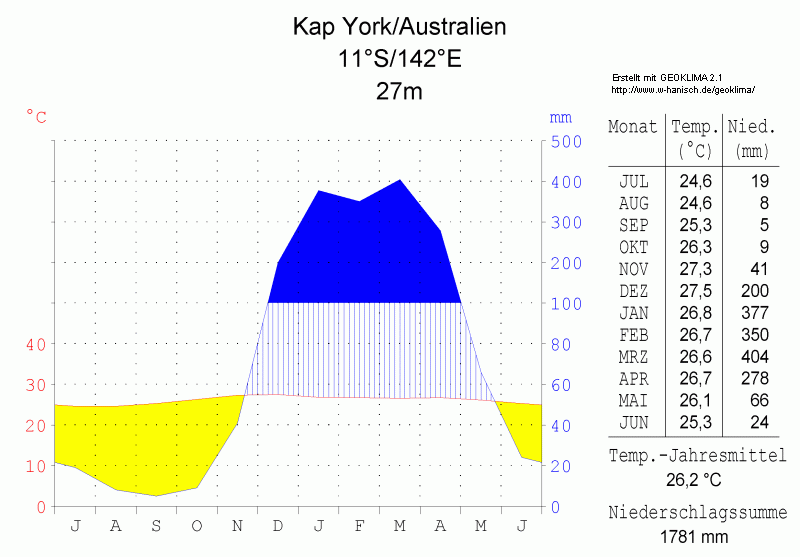
Klimadiagramm von Kap York

Das Cape York ist eine Landspitze und der nördlichste Punkt des australischen Festlands (viele der ebenfalls zu Australien gehörigen Torres-Strait-Inseln liegen weiter nördlich). Das Kap York ist Teil des Bundesstaates Queensland. Es liegt im Verwaltungsgebiet Northern Peninsula Area. Unmittelbar nördlich vorgelagert sind die Inseln York und Eborac, in einer Entfernung von 200 bzw. 400 Metern.
Kap York befindet sich 1170 km nördlich von Cairns und 140 km südlich von Neuguinea. Es ist Namensgeber der Cape York Peninsula.